# Ferrocarril de Yungay a Barrancas y Pudahuel
El Ferrocarril de Yungay a Barrancas y Pudahuel, inicialmente denominado Ferrocarril Santiago-El Resbalón, fue una línea de ferrocarril que se abría paso entre parcelas y chacras que conectaban el suburbio de Barrancas —actual Pudahuel— al poniente de Santiago y la comuna de Yungay —actual Quinta Normal—, donde los usuarios podían combinar con el servicio de ferrocarriles o tranvías, según fuese su necesidad. Fue inaugurado en 1903, operando hasta el año 1939. Su construcción significó un gran avance para la zona poniente, ya que gracias al ferrocarril lograban estar integrados con la ciudad y su sistema de transporte.

## Historia
Los antecedentes del ferrocarril se remontan a 1903 cuando una compañía denominada «Sociedad de Tranvías al Resbalón» decide crear una línea de carros de tracción animal —también denominados «carros de sangre»— que conectaba la estación Yungay de ferrocarriles con el sector de El Resbalón (actual Cerro Navia), recorrido que hasta antes del ferrocarril urbano solo se podía hacer a caballo. Su trazado comenzaba en la esquina de las calles Matucana con Mapocho a un costado de la Estación Yungay y bajaba a través de las calles Mapocho y José Joaquín Pérez, en la intersección con la actual calle Huelén viraba hacia el norte, llegando a lo que actualmente sería la Avenida La Capilla.
En agosto de 1910 la Municipalidad de Barrancas otorgó una concesión a una empresa encabezada por Eugenio Cibié, la cual quedó a cargo del ferrocarril y se autorizó su extensión hacia el sector céntrico de la localidad. El trazado continuaba por José Joaquín Pérez hasta La Estrella, por donde hacía ingreso al centro mismo del pueblo de Barrancas (actualmente la intersección de San Francisco con La Estrella). La extensión, así como la introducción de los trenes a vapor en el servicio, fue inaugurada el 19 de enero de 1913, el 28 de enero una ley amplió el plazo de la concesión a 30 años, y el 13 de febrero del mismo año se fijaron las tarifas y la ubicación de las estaciones.
Posteriormente, en 1917 una nueva concesión del gobierno —fijada mediante decreto del 6 de enero— estableció todo el trazado y sus ramales como una sola línea ferroviaria, a la vez que autorizó la construcción de nuevas extensiones: una de 5,5 km desde Barrancas hasta Pudahuel, y otra de 22 km desde el Resbalón hasta el pueblo de Lampa; esta última nunca se construyó. Ese mismo año diversos desacuerdos entre la Municipalidad y los concesionarios del ferrocarril generaron varias suspensiones del servicio, las cuales fueron restablecidas mediante orden gubernamental. También en agosto de 1917 Eugenio Cibié solicitó autorización para extender en 11 km la línea, llegando hasta la cuesta Lo Prado, sin embargo el proyecto nunca se materializó. En 1920 el ferrocarril fue vendido al italiano Emilio Cintolesi, quien también era dueño del funicular del Cerro San Cristóbal. Cintolesi cambió los viejos ferrocarriles a vapor por tranvías a gasolina. La transacción de la viuda de Eugenio Cibié a Emilio Cintolesi fue autorizada por el gobierno el 25 de enero de 1925.
En 1934 los dueños del ferrocarril deciden reconstruir 3,7 km de su tranvía, entre las calles Matucana y Vicentini (actualmente Neptuno), como una línea eléctrica de 750 mm. Se levanta un ramal entre José Joaquín Pérez y Carrascal por calle Vicentini (actualmente Neptuno), el cual fue utilizado por un corto tiempo, mientras que el ramal a Resbalón fue cerrado y se retiraron 13,8 km de la vía hacia Pudahuel el 15 de junio de 1934, lo cual generó conflictos con el gobierno dado que este no había otorgado la autorización para dicho fin. Hacia 1937 el ferrocarril contaba con 15 km de línea operativa, donde servían 9 carros entre eléctricos y de gasolina. En 1939 el Ferrocarril de Yungay a Pudahuel y Barrancas dejó de correr luego de ser estatizado mediante decreto del 4 de agosto. El decreto 2621 del Ministerio de Fomento del 30 de diciembre de ese año autorizó el levante de las vías y su posterior remate.
En la actualidad todo vestigio material de aquel ferrocarril fue levantado y solo se sabe de él por fotografías y ciertas crónicas.

## Estaciones

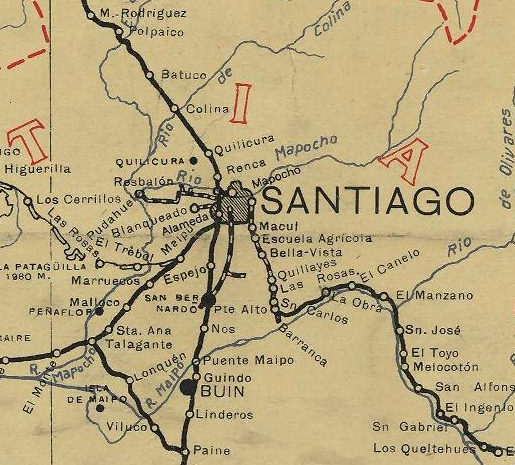
Mapa de ferrocarriles en las cercanías de Santiago (1929). Al oeste de Santiago aparece el trazado y estaciones del Ferrocarril de Yungay a Barrancas y Pudahuel.

La línea contó con aproximadamente 5 estaciones o paradas principales, las cuales eran:
- Yungay: Mapocho esq. Matucana
- Tropezón: Mapocho esq. Coronel Robles
- Vicentini: José Joaquín Pérez esq. Neptuno
- Resbalón: José Joaquín Pérez esq. Huelén
- Barrancas: La Estrella esq. San Francisco

## Características
Para la construcción da la vía se instalaron rieles de acero con durmientes de madera. El cobertizo y taller se encontraban en un costado de la Maestranza Yungay. La trocha de la vía era de 750 mm.
A partir de su inauguración en 1903 se utilizaron alternadamente pequeñas locomotoras de vapor que medían menos de la mitad del tamaño de los carros. Luego, con la compra de Cintolesi en 1920, los trenes de vapor fueron reemplazados por tranvías a gasolina. Años más tarde, durante 1934, el trazado fue electrificado, por lo que se agregaron nuevas locomotoras eléctricas, las que corrieron hasta el fin de la línea en 1939.

## Literatura adicional
- Juan Albornoz (2011). Pudahuel En el Camino de la Memoria. Consultado el 9 de agosto de 2018.
- «Pudahuel Informa - EDICIÓN 3 / Noviembre - Diciembre 2017».
- Dirección de Bibliotecas, Archivos y Museos de Chile (2005). Patrimonio Cultural 36.